# Josef Slunge
Josef Axel Slunge, född 21 december 1999 i Mölndal, är en svensk rappare, låtskrivare och musikproducent. Slunge är uppvuxen i Majorna, Göteborg men bor idag i Malmö. Slunge skivdebuterade 2023 med albumet Ikväll, inatt, men aldrig imorgon som hyllats för sin sårbarhet och ärlighet inom svensk hiphop.

## Biografi
Josef Slunge är uppvuxen i stadsdelen Majorna i Göteborg. Intresset för musik väcktes i tidig ålder men det dröjde till tonåren innan han började rappa. Efter att ha gått på poesiskola hos Göteborgs-rapparen Vic Vem introducerades Slunge för producenten och rapparen Chad Bogus. Mötet ledde till debutsingeln "Heybabey" (2019) och kort därefter EP:n Bucket Hat (2019) där Chad Bogus medverkar som producent.
År 2020 gav han ut EP:n 20 år men flytväst. Samma år flyttade Josef Slunge till Malmö och upptäckte jazzen. Det ledde till liveprojektet Hemma hos Josef (2021) som spelades in i hans vardagsrum i Malmö. Projektet släpptes via Umeå-kollektivet Random Bastards. Året därpå gästade han på Cleos "Häxan Karaba" från hennes debutalbum Missaoui (2022).
År 2023 utgavs debutalbumet Ikväll, inatt, men aldrig imorgon genom Random Bastards skivetikett.
I september 2024 gav Slunge ut singeln "Zoey" tillsammans med Håkan Hellström.

## Diskografi

### Album och EP
| År   | Titel                            | Producenter                                                            | Skivbolag       | Format                  | Anteckningar             |
| ---- | -------------------------------- | ---------------------------------------------------------------------- | --------------- | ----------------------- | ------------------------ |
| 2019 | Bucket Hat                       | Gustav Olea Aspenrot Chad Bogus Llama Josef Slunge                     | N/A             | Digital nedladdning     | Släppt: 4 oktober 2019   |
| 2020 | 20 år men flytväst               | Gustav Olea Aspenrot Slackin Beats Bqvst Raghd Josef Slunge            | All Systems Go! | Digital nedladdning     | Släppt: 12 juni 2020     |
| 2021 | Hemma hos Josef                  | Murat Dal                                                              | Random Bastards | Digital nedladdning     | Släppt: 8 november 2021  |
| 2023 | Ikväll, inatt men aldrig imorgon | Gustav Olea Aspenrot Filip Hunter Matteus Jording Josef Slunge Skarp V | Random Bastards | LP, digital nedladdning | Släppt: 30 november 2022 |
| 2024 | I LOVE YOU                       | Matteus Jording                                                        | In This Dunya   | LP, digital nedladdning | Släppt: 14 juni 2024     |

### Singlar
| Årtal | Titel Album                                       | Producenter                                       | Skivbolag       | Anteckningar                                                                     |
| ----- | ------------------------------------------------- | ------------------------------------------------- | --------------- | -------------------------------------------------------------------------------- |
| 2019  | "Heybabey" Bucket Hat                             | Chad Bogus                                        | N/A             | Släppt: 20 september 2019                                                        |
| 2020  | "Snacka vi"                                       | Slackin Beats                                     | All Systems Go! | Släppt: 4 september 2020 (Josef Slunge med Sammy Bennett och Slackin Beats)      |
| 2021  | "Trollslända"                                     | Philip Skär                                       | Random Bastards | Släppt: 5 februari 2021 (Fridlyst med Josef Slunge)                              |
| 2022  | "Inatt" Ikväll, inatt men aldrig imorgon          | Filip Hunter                                      | Random Bastards | Släppt: 30 november 2022                                                         |
| 2023  | "Höst/postkod" Ikväll, inatt men aldrig imorgon   | Gustav Olea Aspenrot Josef Slunge Matteus Jording | Random Bastards | Dubbelsingel Släppt: 25 januari 2023 (Josef Slunge med Bella Leonette på "Höst") |
| 2023  | "Toxic/fakenews" Ikväll, inatt men aldrig imorgon | Josef Slunge                                      | Random Bastards | Dubbelsingel Släppt: 15 februari 2023                                            |
| 2023  | "Otto"                                            | Josef Slunge Noel Hassling Offrell                | Random Bastards | Släppt: 21 juni 2023                                                             |
| 2024  | "Skrikandes trumpeter" I LOVE YOU                 | Matteus Jording                                   | In This Dunya   | Släppt: 28 februari 2024                                                         |
| 2024  | "Firstluv" I LOVE YOU                             | Matteus Jording                                   | In This Dunya   | Släppt: 5 juni 2024                                                              |
| 2024  | "Zoey"                                            | Gustav Olea Aspenrot, Måns Boqvist                | N/A             | Släppt: 27 september 2024 (Josef Slunge med Håkan Hellström)                     |

#### Gästframträdanden
| Årtal | Titel                                   | Artist     | Album                   | Skivbolag       |
| ----- | --------------------------------------- | ---------- | ----------------------- | --------------- |
| 2020  | "18 år"                                 | Vic Vem    | Hem                     | N/A             |
| 2021  | "Se Mig"                                | Ros        | Gör det fast det svider | Universal Music |
| 2022  | "Lukaku vs Zlatan" "Ryan Air" "Tie Dye" | Fridlyst   | Honey                   | Random Bastards |
| 2022  | "Häxan Karaba"                          | Cleo       | Missaoui                | Random Bastards |
| 2024  | "Lovely Ladies"                         | Mami Umami | Söndagsångest           | N/A             |